# 516 Amherstia
516 Amherstia là một tiểu hành tinh lớn ở vành đai chính, có đường kính ước tính là 73 km. Nó được xếp loại tiểu hành tinh kiểu M. Nó di chuyển theo quỹ đạo giữa Sao Mộc và Sao Hỏa với thời gian quay vòng là 4,39 năm.
Tiểu hành tinh này do Raymond Smith Dugan phát hiện ngày 20.9.1903 ở Heidelberg, và được đặt theo tên Amherst College, trường đại học mà ông theo học. Đây là tiểu hành tinh thứ 8 do ông phát hiện.